# Wachter (Eric Claus)
Wachter is een artistiek kunstwerk in Amsterdam Nieuw-West.
De wachter in de vorm van een ridder te paard staat langs de Ookmeerweg ter hoogte van de ingang van begraafplaats Westgaarde (bij de Osdorperban). Eric Claus hakte rond 1977 voor deze plaats de wachter uit muschelkalksteen. Daarbij is het oppervlak grof (niet gepolijst) gebleven. Het werk staat op een betonnen plaat.
Claus maakte meerdere wachters. Zo maakte hij beeldjes voor (het personeel van) De Nederlandsche Bank. Een wachter uit 1973 staat in Utrecht aan de Willem Arntszkade. Een wachter zonder paard is te vinden in Alphen aan den Rijn. Van de vier beelden van Claus in Amsterdam zijn er drie met een pony of paard: Rij ruiters uit 1962, Meisje op pony uit 1967 en deze wachter (gegevens 2020).

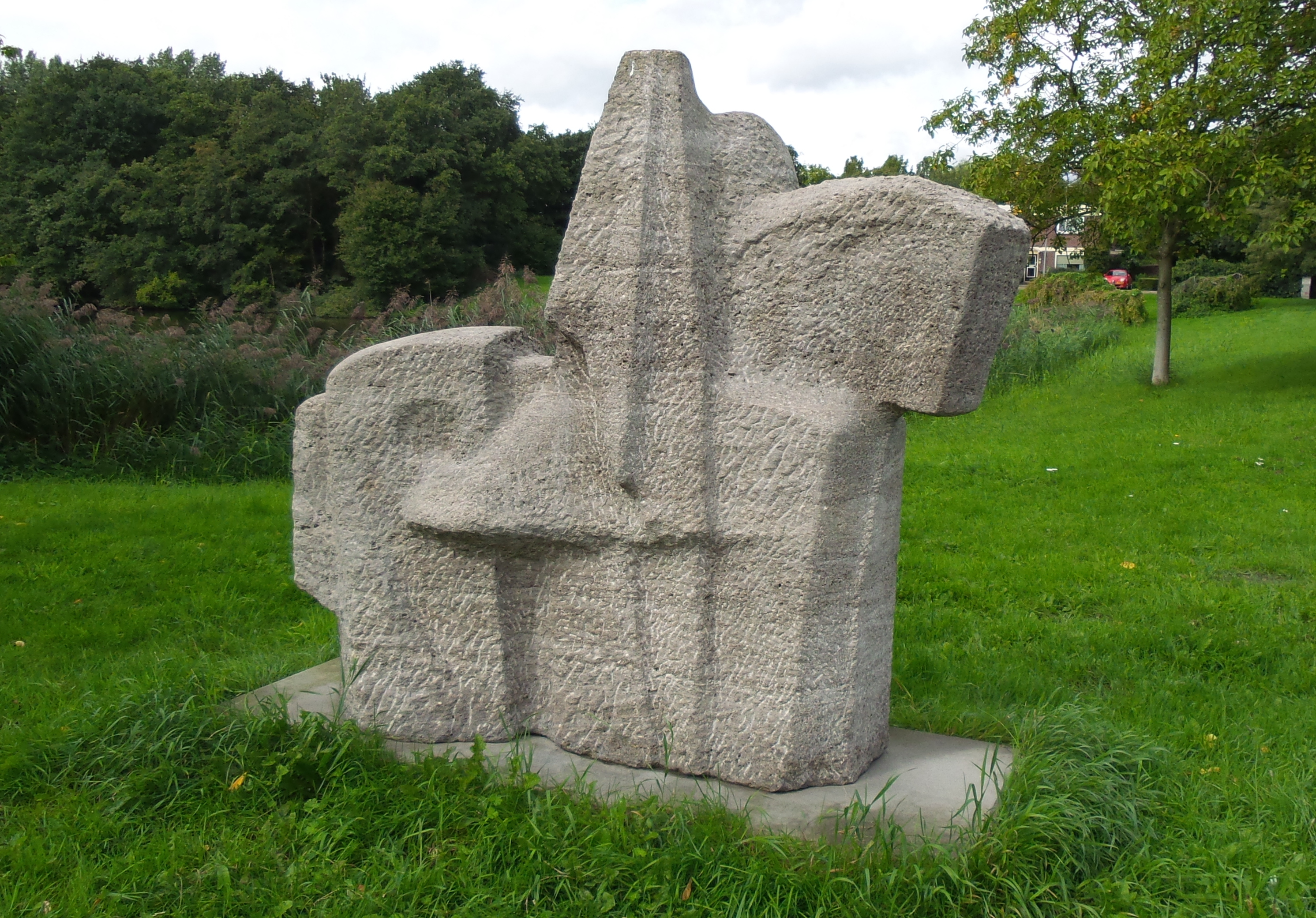
Wachter (2015)